# Piktogram
Piktográm (redko tudi piktográf) je osnovni gradnik slikovne pisave - poenostavljena slika, ki predstavlja neki predmet ali pojem. Beseda piktogram je sestavljena iz latinske besede pictus – narisan in grške besede starogrško γράμμα: gramma – zapis.

## Razvoj pisave
V zgodovini so bili piktogrami med prvimi poskusi zapisovanja človekovih misli. Iz piktogramov so se razvili egipčanski hieroglifi, pri katerih je zelo opazna izrazito slikovna komponenta. Iz piktogramov se je razvil tudi klinopis in kitajska pisava. Ti dve pisavi sta hitro postali močno stilizirani, tako da slikovnega pomena ni mogoče neposreno razbrati.
Iz hieroglifa bikova glava se je pozneje razvila črka A (najprej v na glavo obrnjeni obliki z rogovi zgoraj " ).

## Sodobni piktogrami
V sodobnem času se uporablja piktograme povsod, kjer je pomembno, da uporabnik razume določeni znak, tudi če ne pozna določenega jezika. 
Tipični zgledi piktogramov v sodobnem svetu so:
- prometni znaki s slikovnim sporočilom
- oznake v javnih prostorih - npr. letališčih, železniških in avtobusnih postajah, znaki za stranišče ipd.
- oznake na napravah in strojih: vklop, izklop, glasnost, start, stop, ipd.

Tudi računalniške ikone so neke vrste piktogrami.